# 背炙山
背炙山（せあぶりやま）は、福島県会津若松市にある標高863 mの山である。
背炙山は会津若松市街地東部にあり、猪苗代湖の西部に位置する。山地はデイサイト質溶結凝灰岩からなり、約170万年前の噴出による火砕流台地である。この火砕流堆積物は「背炙山層」と呼ばれ、会津若松市街地側から会津布引山まで広く分布している。このデイサイト質溶結凝灰岩は、会津地方では「慶山石」として利用され、若松城の石垣にも使用されている。
都市公園背炙山公園が設置されており、広く会津東山自然休養林に指定されている。テレビ局や国県関係機関の中継局の電波塔が多く設置されている。
山頂まで福島県道374号東山温泉線が整備されており気軽に訪れることができる。県道は冬季間閉鎖され通行止めになる。
かつて、ふもとの東山温泉から山頂まで背炙り山空中ケーブルが運行されていたが、1985年に廃止された。

## 歴史
近世初期に滝沢峠が開設されるまでは、背炙山の背炙峠が若松から白河に至る白河街道筋であった。奥州仕置のため豊臣秀吉が会津に来たとき、この峠を猪苗代湖側から上り、峠の「関白平」で休憩したとされる。
背炙山の由来は、昔、猪苗代湖側の人々が、朝、若松への行商や山仕事のためこの山を登るとき背に朝日を浴び、夕方の帰路にも背に夕日を浴びるため、背中炙山、背炙山となったといわれる。

## 周辺施設など
- 背炙峠
- 背あぶり高原
  - 背炙山公園野草ゾーン（0.3 haのエリアに約200種の山野草が自生しており、遊歩道と写真掲示板「今の見頃」が整備されている。）
  - 石山遊歩道、水沢遊歩道（上級者向きであり「登山道」）、関白平及び関白平遊歩道、岩杉山遊歩道、野鳥探勝路
  - おけいの墓
  - 背炙山レストハウス、キャンプ場
  - 背炙山冒険の森（フィールドアスレチック施設）
- 背炙山にある会津若松テレビ・FM中継局については、該当項を参照。

## ギャラリー

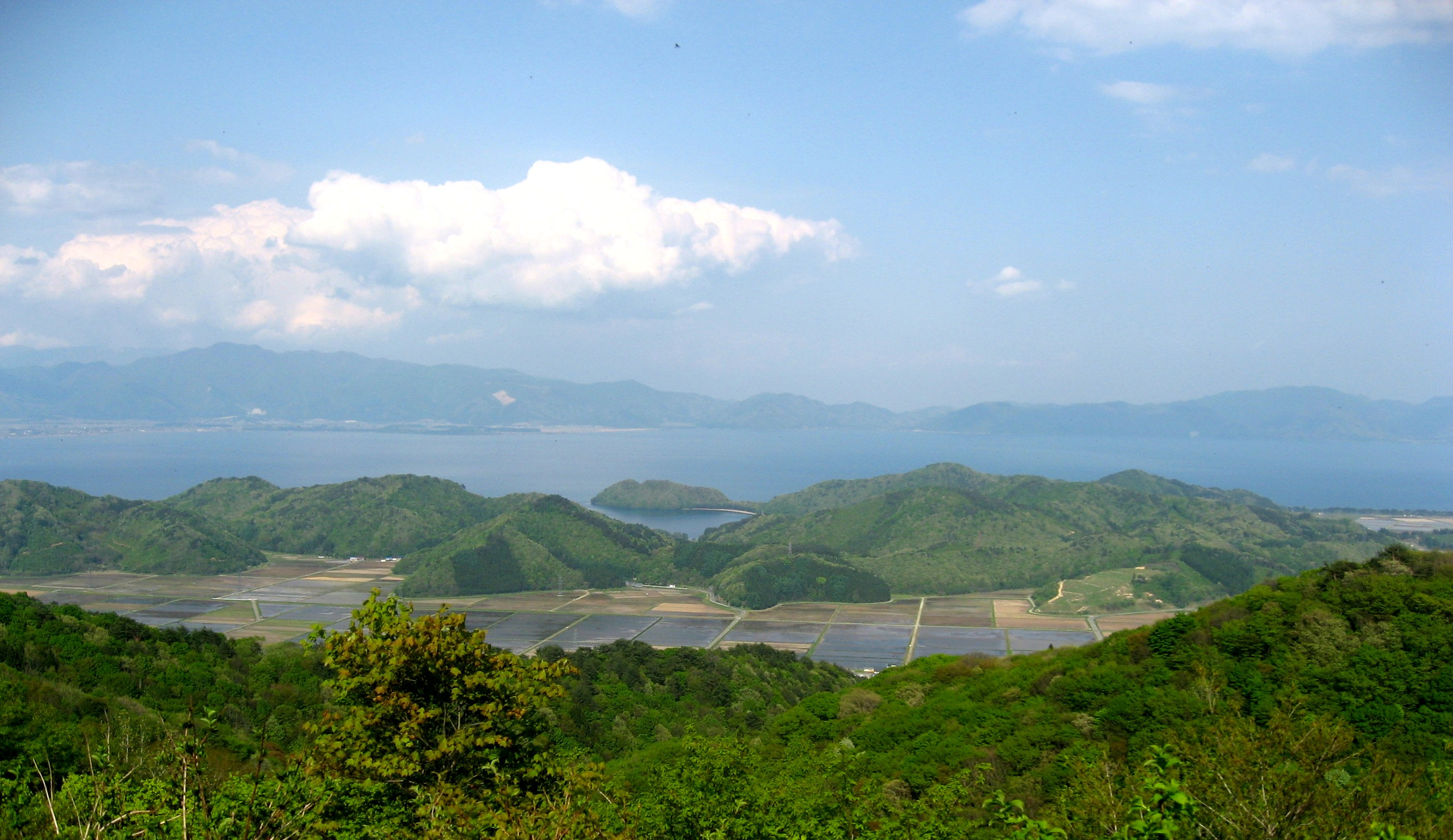
背炙山公園岩杉山遊歩道からみた猪苗代湖
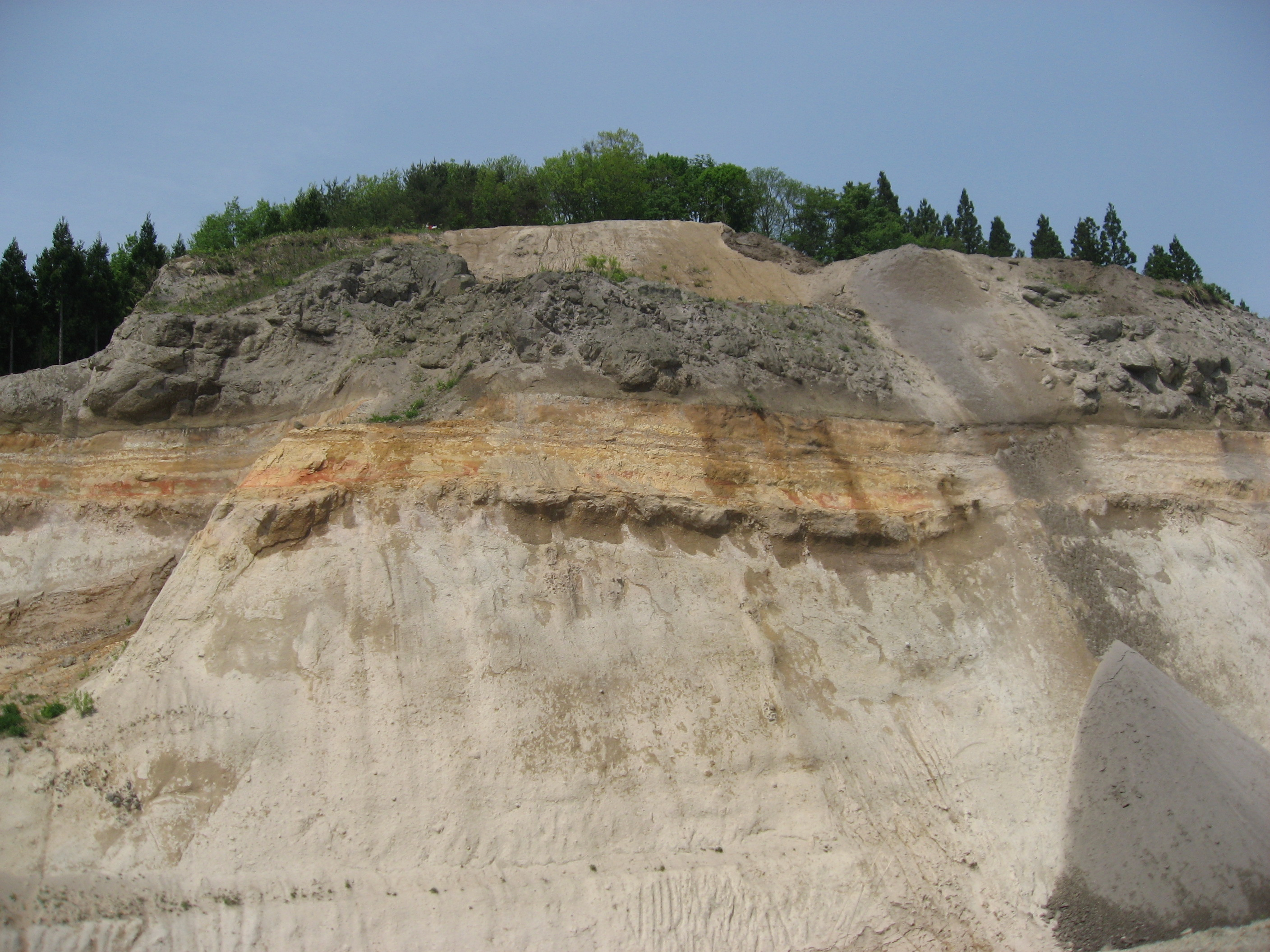
背炙山層露頭 会津若松市湊町静潟地区
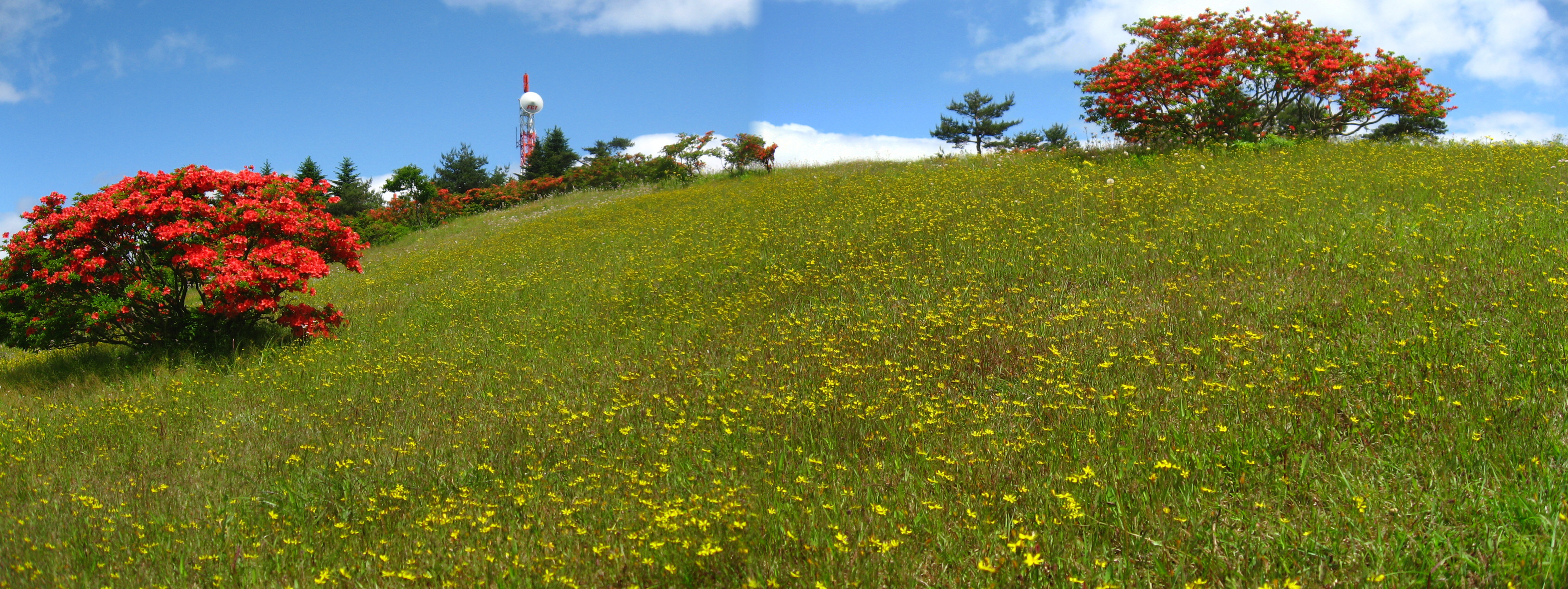
背炙山公園関白平のヤマツツジとハナニガナ